# Centre commercial vacant

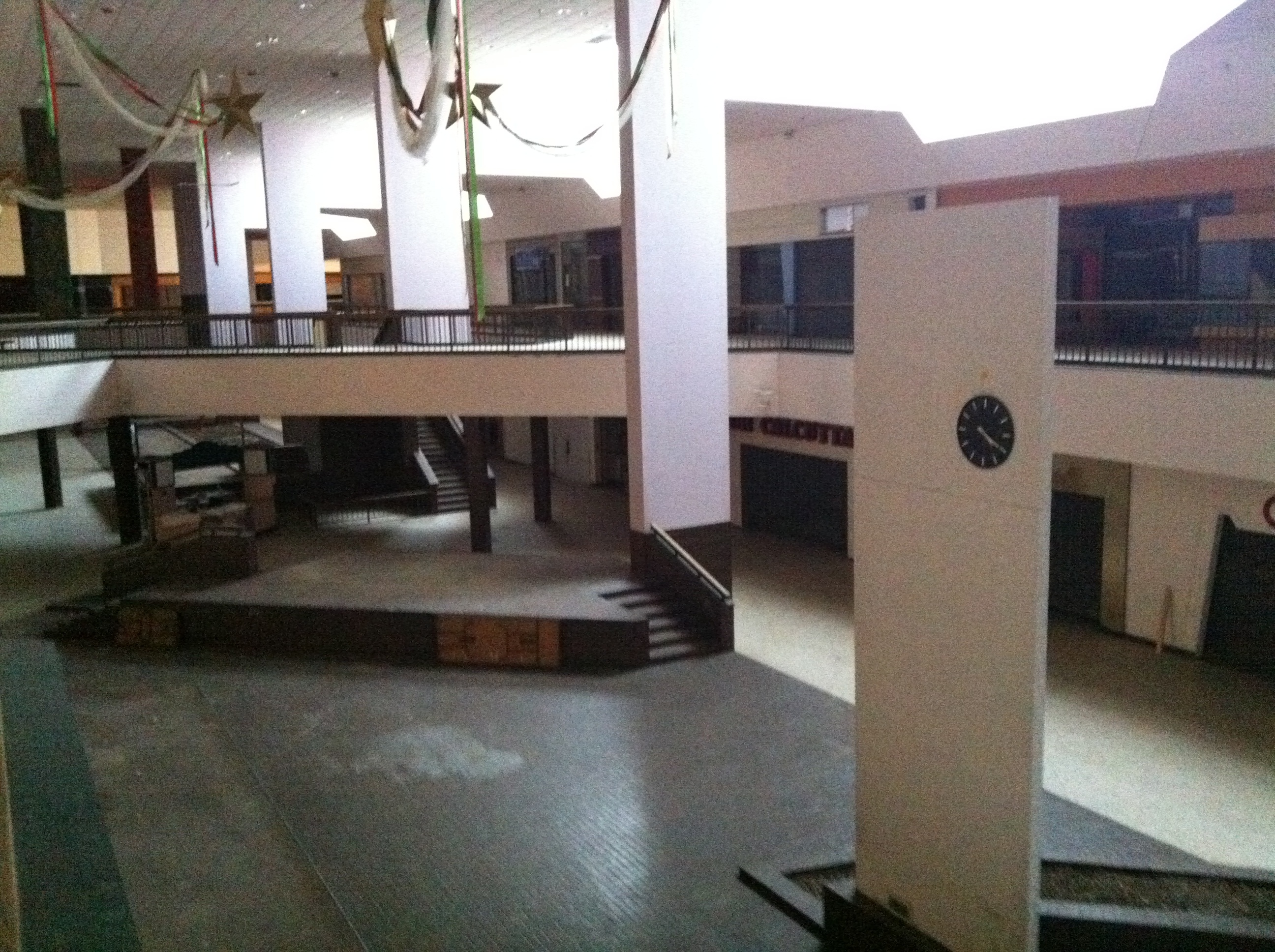
Intérieur du Regency Mall, un centre commercial d'Augusta (Géorgie) ouvert de 1978 à 2002.

Un centre commercial vacant, appelé en anglais dead mall, est un centre commercial victime d'un grand nombre de fermetures ou de vacances de ses magasins, provoquant souvent une perte d'attractivité telle qu'elle remet en cause l'existence même du centre commercial ou de la galerie marchande. 
La problématique se pose notamment autour des années 2010, du fait de la perte d'attractivité générale des centres commerciaux par rapport aux centres-villes et au commerce électronique.